# دونالد ماكس
دونالد ماكس (بالإنجليزية: Donald Kevin Max)‏ هو سياسي تنزاني، ولد في 22 مايو 1957، وتوفي في 23 يونيو 2015 في دار السلام في تنزانيا. حزبياً، نشط في حزب الثورة ‏. وقد انتخب عضو الجمعية الوطنية لتنزانيا.